# Ла-Помаред
Ла-Помаре́д (фр. La Pomarède) — коммуна во Франции, находится в регионе Лангедок — Руссильон. Департамент коммуны — Од. Входит в состав кантона Северный Кастельнодари. Округ коммуны — Каркасон.
Код INSEE коммуны — 11292.

## Население
Население коммуны на 2008 год составляло 164 человека.
| 1962 | 1968 | 1975 | 1982 | 1990 | 1999 | 2008 |
| ---- | ---- | ---- | ---- | ---- | ---- | ---- |
| 169  | 175  | 174  | 165  | 163  | 158  | 164  |

## Экономика
В 2007 году среди 108 человек в трудоспособном возрасте (15—64 лет) 83 были экономически активными, 25 — неактивными (показатель активности — 76,9 %, в 1999 году было 72,6 %). Из 83 активных работали 72 человека (38 мужчин и 34 женщины), безработных было 11 (7 мужчин и 4 женщины). Среди 25 неактивных 8 человек были учащимися или студентами, 9 — пенсионерами, 8 были неактивными по другим причинам.

## Фотогалерея
- Ла-Помаред
- Замок